# 四月一日佳穂
四月一日 佳穂（わたぬき かほ、4月1日 - ）は、日本の元女性声優。神奈川県出身。81プロデュースに所属していた。

## 人物
趣味・特技はチョコミント巡り、パン屋巡り、小物巡り、空手（黒帯参段）、部屋アレンジ。
2021年2月末で引退。

## 出演

### テレビアニメ
- ツキウタ。 THE ANIMATION 2（2020年、進行）
- やくならマグカップも（2021年、審査員）

### 劇場アニメ
- 映画 えんとつ町のプペル（2020年、町人）

### BLCD
- 嫌いでいさせて（結衣）
- 好きでごめん（女子）

### ゲーム
- ウイニングハンド（デメテル、シェダル、フォーマルハウト）
- グランドサマナーズ（アデル、オルガ）
- ファイトリーグ（熱烈功夫娘 チャオ）
- モンスターストライク（海女人魚ナギサ）

### 吹き替え

#### 映画
- コードレッド ロシア軍秘密兵器破壊指令（ラリサ）
- ステップファーザー 殺人鬼の棲む家（ショーン・ハーディング）

#### ドラマ
- Julie and the Phantoms（ケイラ）
- レイブンのウチはチョー大変!（ジェイミー）

### ボイスオーバー
- 新・地球絶景紀行

### オーディオブック
- 月とライカと吸血姫 1～2（2019年 - 2021年、アーニャ、ナタリア、ローザ、レフの母親）

### デジタルコミック
- いじめ（2020年、先生、早見先輩）

### ナレーション
- 映画『おいしい家族』DVD収録メイキング映像
- webCM JINRO「サンキストレモネード・サワー」（リカーナ）